# Ubik (émission de télévision)
Pour les articles homonymes, voir Ubik (homonymie).
Ubik est une émission culturelle française diffusée du 6 octobre 2001 à 2007 sur La Cinquième, puis France 5, et présentée par Élizabeth Tchoungui, puis Laurence Piquet à partir de 2006. 

## Principe de l'émission
Ubik est une émission hebdomadaire diffusée sur France 5 le dimanche vers midi de 2001 à 2007. Les thèmes abordés sont très divers et mettent en exergue cinéma, littérature, art en général... Mais aussi portraits plus intimistes sur des sportifs, explorateurs ou artisans ; ainsi que des dossiers sur des lieux où des villes,. 
L'émission est caractéristique par son habillage que l'on reconnaît tout de suite. C'est une des émission qui a lancé la mode de ce modèle : un sur-cadre (en l'occurrence de couleur orange et noir) est présent constamment encadrant l'image, et dans lequel apparaît à la verticale la liste des sujets du jours abordés et sur la partie horizontale une barre de progression qui vous renseigne sur la ''time code'' du reportage. 